# Keleti (Késői) Csou-kor

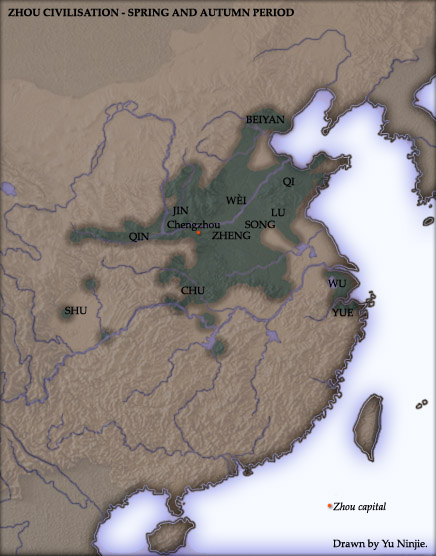
A Keleti Csou-kor

A Keleti (Késői) Csou (Zhou)-kor (Tungcsou (Dōngzhōu); kínaiul: 東周; i. e. 770-i. e. 256) a Csou (Zhou)-dinasztia i. e. 11. századtól kezdődő regnálásának második fele volt az ókori Kínában. A kor elnevezése a Csou (Zhou)-ház székhelyének, vagyis a főváros nyugatról keletre (a mai Hszi’an (Xi'an)-ról a mai Lojang (Luoyang)-ra) helyezésével magyarázható. Ez a kor további két részre osztható: a Tavasz és ősz- (i. e. 770-i. e. 476), illetve a Hadakozó fejedelemségek korára (i. e. 475-i. e. 221). A korban 25 király uralkodott a kor 515 éves története során.

## Története
I. e. 771-ben, az utolsó Nyugati-Csou (Zhou) király, Csou Jou (Zhou You) (kínaiul: 周平王; pinjin (pinyin): Zhōu Yōu Wáng; i. e. 795-771) halála után a Ji-csiu (Yijiu) (kínaiul: 宜臼; pinjin (pinyin): Yíjiù) néven ismert trónörökös kezébe jutott a hatalom, aki a Csou (Zhou) Ping király (kínaiul: 周平王; pinjin (pinyin): Zhōu Píng Wáng; i. e. 770–720) nevet kapta. Ő lett a Csou (Zhou)-dinasztia tizenharmadik, a Keleti Csou (Zhou)-kor első királya. Uralkodása második évében a barbár csüan-zsung (quanrong) törzs támadásai miatt költöztette át a fővárost keletre, a mai Lojang (Luoyang) területére.
Miután a barbár invázió a Csou (Zhou) uralkodókat keletre szorította, a Csin (Qin) állam kezébe került a nyugati határ védése, és fokozatosan kelet felé haladva elfoglalták a korábbi Csou (Zhou) területeket. Ebből adódóan a Csin (Qin) állam a Csou (Zhou) állam közeli szövetségesévé vált, és beházasodtak a Csou (Zhou) uralkodói rétegébe. A városállamok lassan erős és független fejedelemségekké emelkedtek ki, és a valódi Csou (Zhou) hatalom szétesett. A peremterületek államainak nőtt a területi hatalma, és az uralkodói a királynál erősebb katonai és gazdasági hatalommal rendelkeztek, akinek már a tényleges hatalma Lojang (Luoyang) körül egy-két városnyi területre zsugorodott. I. e. 700-ra a Csin (Qin) állam nyugaton, a Csin (Jin) állam északon, a Csi (Qi) állam keleten, a Csu (Chu) állam pedig délen a fő központi hatalmak voltak Kína területén. A Sárga-folyó menti síkság középső részén lévő királyi Csou (Zhou) hatalom erőtlen volt a peremterületekkel összehasonlítva.

### A Tavasz és ősz korszak (春秋;Csun-csiu(Chun qiu); i.e. 770–476)
Az i. e. 770-től 476-ig tartó időszakot a kínai történelemben a Tavasz és ősz korszaknak nevezik. Ezt a kort a Csou (Zhou)-ház hatalmának folyamatos csökkenése és a fejedelemségek megerősödése jellemzi. A korszak nevét a kis Lu állam megmaradt hivatalos krónikái adták, amelyben a kor kínai eseményeit jegyezték fel. Ebben a korszakban a katonai konfliktusok fokozatosan megsokszorozódtak. Háború háborút követve, a különböző államok elkezdték egymást bekebelezni és az i. e. 700 körüli körülbelül 100 államból a korszak végére csak 40 állam maradt. Ezt az időt erőszak és társadalmi összeütközések: csaták, civil háborúk, uralkodók meggyilkolásai és az arisztokrata családok ármánykodásai jellemezték. A relatív rövid és lovagias harcok lassan nagyméretű kaszabolásokká váltak.
A külső körülmények tovább növelték a fejedelmek befolyását. Az Észak-Kínában letelepedett népek támadásai arra késztette a Csi (Qi) és a Csin (Jin) állam fejedelmeit, hogy a vezetésükkel olyan szövetségeket hozzanak létre, amelyek célja Kína határainak a védelme volt. A barbár betörések elősegítették a hegemóniára törekvő nagy fejedelemségek felemelkedését.
Az első, aki meg tudta szerezni az hatalmat, az Huangong (HuanKung) (kínaiul: 齊桓公; pinjin (pinyin): Qí Huán Gōng; i. e. 685-643), Csi (Qi) állam uralkodója volt a Santung (Shandong)-félszigeten. Ezt követően a Csin (Jin) állam uralkodója, Venkung (Wengong) (kínaiul: 晉文公; pinjin (pinyin): Jìn Wéngōng; i. e. 636-628) lett a hegemón.
Ők az új „hűbérúr” (霸; ba) címet kapták. Formálisan behódoltak az uralkodónak, de valójában ők irányítottak.
A növekvő konfliktusok eredményképp az uralkodók már nem tehették meg, hogy a minisztereiket születés alapján válasszák ki, mivel a tehetség sokkal fontosabbá vált. A kereskedelem kibővült, és a pénz és az áru körforgalma főleg azon keresztül történt. Néhol gazdag kereskedők jutottak magas pozíciókba. Gondolkodók vetekedtek az uralkodó támogatásáért, udvarról udvarra jártak kifejteni a társadalmi, gazdasági, katonai és politikai nézeteiket munkát keresve. A fő szellemi fókusz a gyakorlati politikán, és társadalmi problémákon volt, miközben a metafizikai spekulációk másodlagossá váltak. A művészetek és a filozófia úgy virágzott Kínában, mint még soha. A sokszínű, a korai Kína „száz filozófusához” (Csuci-paicsia; 諸子百家; zhūzǐ bǎijiā) tartozó filozófusok több különböző ideológiai áramlatokat fejlesztettek ki. Ebben az időben születtek meg a legfontosabb kínai ideológiák, mint például a taoizmus, konfucianizmus és a legizmus.

### A Hadakozó fejedelemségek kora (戰國;Csan-kuo(Zhan guo); i.e. 475–221)
A korábbi események a Hadakozó fejedelemségek korához vezettek, amikor hét állam – Csi, Csu, Jen, Han, Csao, Vej és Csin (Qi, Chu, Yan, Han, Zhao, Wei és Qin) – versenyzett egymással Kína irányításáért és egyesítéséért. Több évszázadra Kínát a háborúk és a zűrzavar lepte el, amelyben egyik állam se volt olyan erős, hogy a másikat legyőzze, de voltak páran, akik meg tudták törni a rendet.

A dinasztia i. e. 256-ban bukott el, amikor a Csin (Qin)-dinasztia hadserege elfoglalta Csengcsou (Zhengzhou) városát és az utolsó Csou (Zhou) uralkodót, Csou (Zhou) Nan királyt (周赧王) megölték. A valós Csou (Zhou) uralkodói hatalom annyira kicsi volt, hogy a dinasztia végét alig jegyzik. Ennélfogva a Csou (Zhou) államot a Csin (Qin) állam bekebelezte. A Csin (Qin), Csi (Qi) és Csu (Chu) államok fölénye akkora volt, hogy egy ideig úgy tűnt, hogy Kína három részre lesz felosztva. Azonban káosz és háború uralkodott el és a csaták folytatódtak ameddig végül a Csin (Qin) állam el nem foglalta a többi államot és egyesítette Kínát i. e. 221-ben, és ezzel kezdetét vette a Csin (Qin)-dinasztia uralkodása (i. e. 221-206).

## Vaskor
Kína i. e. 600-ban lépett a vaskorba. A vasfeldolgozás ezekben az évszázadokban nagyon fontos lett, mivel ahogy a fegyvergyártás fejlődött, vele együtt a fémfeldolgozás is. A több évszázados háborúzásban az volt az úr, aki a legjobb fegyvereket birtokolta. Egy újféle vas felváltotta az eddig használt nyersvasat, amit könnyedén lehetett formálni, dolgozni vele anélkül, hogy roncsolódna. A kínaiak nagy tábortüzeket használtak, ami a nyersvasat felhevítette, és formára kalapálták, aztán vízzel lehűtötték.

## Filozófiák

### Konfucianizmus
A Csou (Zhou)-dinasztia a konfuciánus társadalmi hierarchiát alkalmazva uralta a birodalmát. A konfucianizmust – ami az erények, oktatás, államférfiúi képességek rendszere – Konfuciusz és tanítványai terjesztették a Csou (Zhou)-korban. Az uralkodók elvárták, hogy az alattvalóik a konfucianizmus szabályait, értékeit kövessék. A társadalmi létra a konfuciánus hiedelmek szerint az uralkodóval kezdődik, aki mindenki felett áll. Utána jönnek a tudósok, aztán a földművesek, utána a kereskedők, és legvégül mindenki alatt a szolgák és a parasztok. Ez nem egy átlagos társadalmi piramis, mivel általában hasonlóképpen az uralkodó áll legfelül, viszont inkább a kereskedők vannak feljebb, mint a tudósok és a földművesek, aztán a legalján ugyanúgy a szolgák állnak.

## A kor híres emberei
- Konfuciusz (kínaiul: 孔子; pinjin (pinyin): Kǒngzǐ; i. e. 551-től i. e. 479) Kína legjelentősebb filozófusainak egyike
- Lao-ce (kínaiul: 老子, pinjin (pinyin): Lǎozǐ) feltehetőleg az i. e. 6. században élt kínai filozófus
- Mo-ce (kínaiul: 墨子; pinjin (pinyin): Mòzǐ; kb. i. e. 470 – kb. 391) a korai Kína „száz filozófusa” közé tartozó meghatározó személyiség.
- Menciusz (kínaiul: 孟子; pinjin (pinyin): Mèngzǐ; i. e. 372–i. e. 289) Konfuciusz első nagy követője [6]

## Királyok
| Személynév | Személynév           | Posztumusz név | Posztumusz név                                  | Uralkodása    |
| ---------- | -------------------- | -------------- | ----------------------------------------------- | ------------- |
| 宜臼       | Ji-csiu (Yijiu)      | 周平王         | Csou (Zhou)-házbeli Ping (Ping) király          | i. e. 770–720 |
| 林         | Lin                  | 周桓王         | Csou (Zhou)-házbeli Huan (Huan) király          | i. e. 719–697 |
| 佗         | To (Tuo)             | 周莊王         | Csou (Zhou)-házbeli Csuang (Zhuang) király      | i. e. 696–682 |
| 胡齊       | Hu-csi (Huqi)        | 周釐王         | Csou (Zhou)-házbeli Hszi (Xi) király            | i. e. 681–677 |
| 閬         | Lang                 | 周惠王         | Csou (Zhou)-házbeli Huj (Hui) király            | i. e. 676–652 |
| 鄭         | Cseng (Zheng)        | 周襄王         | Csou (Zhou)-házbeli Hsziang (Xiang) király      | i. e. 651–619 |
| 壬臣       | Zsen-csen (Renchen)  | 周頃王         | Csou (Zhou)-házbeli Csing (Qing) király         | i. e. 618–613 |
| 班         | Pan (Ban)            | 周匡王         | Csou (Zhou)-házbeli Kuang király                | i. e. 612–607 |
| 瑜         | Jü (Yu)              | 周定王         | Csou (Zhou)-házbeli Ting (Ding) király          | i. e. 606–586 |
| 夷         | Ji (Yi)              | 周簡王         | Csou (Zhou)-házbeli Csien (Jian) király         | i. e. 585–572 |
| 泄心       | Hszie-hszin (Xiexin) | 周靈王         | Csou (Zhou)-házbeli Ling király                 | i. e. 571–545 |
| 貴         | Kuj (Gui)            | 周景王         | Csou (Zhou)-házbeli Csing (Jing) király         | i. e. 544–521 |
| 猛         | Meng                 | 周悼王         | Csou (Zhou)-házbeli Tao (Dao) király            | i. e. 520     |
| 丐         | Kaj (Gai)            | 周敬王         | Csou (Zhou)-házbeli Csing (Jing) király         | i. e. 519–476 |
| 仁         | Zsen (Ren)           | 周元王         | Csou (Zhou)-házbeli Jüan (Yuan) király          | i. e. 475–469 |
| 介         | Csie (Jie)           | 周貞定王       | Csou (Zhou)-házbeli Csen-ting (Zhending) király | i. e. 468–442 |
| 去疾       | Csü-csi (Quji)       | 周哀王         | Csou (Zhou)-házbeli Aj (Ai) király              | i. e. 441     |
| 叔         | Su (Shu)             | 周思王         | Csou (Zhou)-házbeli Sze (Si) király             | i. e. 441     |
| 嵬         | Vej (Wei)            | 周考王         | Csou (Zhou)-házbeli Kao király                  | i. e. 440–426 |
| 午         | Vu (Wu)              | 周威烈王       | Csou (Zhou)-házbeli Wej-lö (Weile) király       | i. e. 425–402 |
| 驕         | Csiao (Jiao)         | 周安王         | Csou (Zhou)-házbeli An király                   | i. e. 401–376 |
| 喜         | Hszi (Xi)            | 周烈王         | Csou (Zhou)-házbeli Lie király                  | i. e. 375–369 |
| 扁         | Pien (Bian)          | 周顯王         | Csou (Zhou)-házbeli Hszien (Xian) király        | i. e. 368–321 |
| 定         | Ting (Ding)          | 周慎靚王       | Csou (Zhou)-házbeli Sen-csing (Shenjing) király | i. e. 320–315 |
| 延         | Jen (Yan)            | 周赧王         | Csou (Zhou)-házbeli Nan király                  | i. e. 314–256 |

### Magyarul
- ↑ Gernet 2001:  Jacques Gernet: A kínai civilizáció története. Budapest, Osiris Kiadó, 2001. ISBN 963 389 111 6

### Idegen nyelven
- Cristian Violatti: Zhou Dynasty. ancient.eu, 2018. április 28. [2019. május 15-i dátummal az eredetiből archiválva]. (Hozzáférés: 2019. május 9.)
- The Zhou feudal system. britannica.com. (Hozzáférés: 2019. május 17.)
- The Iron Age in China. study.com. [2019. május 17-i dátummal az eredetiből archiválva]. (Hozzáférés: 2019. május 17.)
- The Zhou Dynasty. shangandzhoudynasties.weebly.com. [2019. május 17-i dátummal az eredetiből archiválva]. (Hozzáférés: 2019. május 17.)
- Ronnie Littlejohn: Chinese Philosophy: Overview of History. iep.utm.edu. [2019. május 17-i dátummal az eredetiből archiválva]. (Hozzáférés: 2019. május 17.)